# Erythrina ankaranensis
Erythrina ankaranensis är en ärtväxtart som beskrevs av Du Puy och Jean-Noël Labat. Erythrina ankaranensis ingår i släktet Erythrina och familjen ärtväxter. Inga underarter finns listade i Catalogue of Life.